# Zgodovina Katmanduja
Zgodovina mesta Katmanduja, ki je neločljivo povezana z zgodovino Katmandujske doline, sega v antične čase. 

## Antična Katmandujska dolina
Arheološka raziskovanja kažejo, da so bila Katmandu in drugi dve sestrski mesti v dolini najstarejša mesta, ki segajo v obdobje med 167 pr. n. št. in 1. st. n. št. Izkopavanja na Hadigaonu in Lubhuju v južnem delu doline so odkrila opečne zidove in orodje iz kamene dobe.
Leta 1992 so delavci, ki so kopali jarek za temelje hiše v Maligaonu v vzhodnem Katmanduju, odkrili moško figuro (171 x 49 cm), postavljeno v svetel peščenjak, jasno izdelano v kušanskem slogu. Kip je podaril zgodnji Licchavidski ali pred-Licchavidski monarh, imenovan Jaya Varman z napisom na podstavku. Kljub temu, da se identiteta figure izpodbija, je avtorjevo mnenje, da je verjetno to sam Jaya Varman. To je najstarejši znani napis iz Katmandujske doline. »Napis na tej skulpturi, ki je jasno datiran v samvat 107, ki najverjetneje ustreza 185 letu n. št., zagotavlja te manjkajoče dokaze in potisne epigrafsko dokumentacijo o kraljevski vladavini v Katmandujski dolini skoraj tristo let nazaj«. 
Geološka lega doline kaže na obstoj jezera v bližini Chobarjeve soteske na reki Bagmati pod današnjim templjem Pašupatinat, ki je bil v času Bude romarski kraj . To jezero naj bi izčrpal budistični svetnik Manjushree Bodhisattva, tako da je odprl odprtino na južnem robu doline. Zaradi tega je bila dolina, ki je nastala, plodna in ljudje so se tu začeli naseljevati. Kot je dolina rasla, naj bi Manjushree častil Swayambhu na griču, kjer je sedanji [[tempelj Svajambu. Ustanovil je tudi mesto Manjupatan, ki danes leži znotraj sedanjega velemestnega območja Katmanduja, med Swayambujem in Gujeswari v bližini letališča. Njegov učenec Dharmakarmo se je celo razglasil za vladarja tega mesta.
Vladavina rodbine Abhir (kravarjev) osmih vladarjev in Kiratisov, naj bi bila prvotno na severovzhodnem hribu regije Indije (700 pr. n. št.). Njihovo nasledstvo 29 vladarjev je vladalo tu, dokler niso prišli na oblast Lichhavidi.
Štiri stupe okoli mesta Patan, blizu Kendre Hiranyavarne Mahavihara (imenovanega 'Patukodon'), 5 kilometrov daleč od Katmanduja, naj bi jih postavil Charumati, kar dokazuje starodavno zgodovino.

## Kraljestvo Licchavi (400–750)
V času vladavine Licchavidov (400–750 n. št.) je z združitvijo dveh sosednjih naselij, Yambu ali Thahne (Yambu v Nepal Bhasa pomeni 'polje Katmandu' in Thahne pomeni 'severna dežela') in Yangal / Kone (Yangal' v Nepalu Bhasa pomeni depresijsko območje Katmandu, Kone pomeni 'južno deželo'), nastal Katmandu, znan tudi kot Koligram. Za Koligram se domneva, da je naselje Kolivajcev, ki so se preselili v Katmandujsko dolino po [Mahadžanapade |Mahadžanapadski]] dobi .
Yambu je območje severno od današnjega Makhan Tole, poleg Kraljevega trga. Južni sektor, imenovan Yangal, je znan tudi kot Dakshin Koligram; danes v mestu obstaja soseska s tem imenom (Yengal). Kralj Gunakamadeva Licchavi je ustanovil mesto med tema dvema naseljema na bregu reke Bishnumati, imenovan Kantipur. Mesto je nastalo v obliki Chandrahrasa (Manjushrijevega meča), omenjenega v budističnih spisih Swayambhu Purana , ki je bil uporabljen za odvod Nagdaha, da bi ustvaril Katmandujsko dolino in ga utrdil z osmimi vojašnicami, ki so jih varovale boginje Ajimi. Po ljudskem izročilu je Gunakamadeva sanjal, da ga je Laxmi (ali Kanti) pozval, naj ustanovi mesto , tako da je mesto nastalo po njenem imenu, Kantipur. Po podatkih Nepal Sambata naj bi bilo mesto ustanovljeno ob ugodnem datumu Yenya Punhi, s kamnom, ki ga je položil Gunakamadeva pri Maru Tole, ki je še vedno prisoten. Da bi pomirili odnose med državljani Yembuja in Yengala, naj bi kralj začel festival, kjer so ples Majipe Lakhey Kone (Yengal) in Pulukishijev ples Yembu (Thahne) izvedli skupaj ob glavni cesti v na novo oblikovanem mestu, ki je povezala dve naselji (zdaj imenovana Gunakamadeva Marg). Festival se še danes praznuje kot Yenya ali Indra Jatra, vendar je glavni cilj festivala prehod na Indro in Kumari v daljšem časovnem obdobju.
Tržnica je bila oblikovana v središču mesta v krožni obliki (Chakrakar) po tantrični tradiciji. Tempelj, ki je bil posvečen bogu trgovcev, je bil zgrajen v središču Bhimsenthana, da bi pritegnil trgovce. Vendar je v tem obdobju zelo malo trgovanja potekalo preko Himalaje med Indijo in Kitajsko, ustanovitev tega utrjenega mesta pa je zagotovila varno trgovsko točko, ki je spodbujala trgovino med obema trgoma in spodbujala gospodarstvo mesta. Imelo pa je tudi velik vpliv na kulturo mesta in harmonično prineslo raznolikost narodnosti, religij in kultur.
Licchavidi so bili med obdobjem Mahajanapade v Biharju. Licchaviski napisi so bili najdeni v sanskrtu s posebno pisavo, ki je tesno povezana z uradno pisavo Gupta. Lichhavidi, ki so izgubili svoje politično bogastvo v Indiji, so prišli v Nepal, napadli in premagali zadnjega Kiratskega kralja Gastija.
Skupaj je bilo 48 licchavidskih vladarjev, vključno z Mana Deva I., ki je vladal od 464 in je bil imenovan kot njihov največji vladar. Kot poznavalec umetnosti in arhitekture je predstavil pagodno arhitekturo, postavil izvrstne skulpture in zgradil templje Changunarayan, Vishabjynarayan, Sikhomanarayan in Ichabgunarayan. Sloneči Višnu iz Budhanilkanthe, pozlačena streha templja Pašupatinat, oporniki Hanuman Dhoka, stolp Basantapur, Uku Bahalu v Patanu in Indreshwar Mhadev tempelj v Panautiju tudi pripisujejo Mana Devu.

## 7. do 8. stoletje
Slavni kitajski budistični menih Xuan Zang (Wade-Giles: Hsüan-tsang), je preživel približno dve leti med 637 in 642 n. št. na veliki univerzi Nalanda, ki je skoraj neposredno južno od Nepala. Ni gotovo, da je dejansko obiskal Nepal, vendar je zapustil fascinanten prikaz glavnega mesta, ki ga poznamo kot Katmandu in njegovega kralja, ki naj bi iz tega obdobja:
»Država je približno 4000 li v krogu in leži med Snežnim gorovjem. Glavno mesto je približno 20 li okrog [približno 8 km]. Planine in doline so združene v neprekinjenem zaporedju ... Obstajajo verniki in heretiki so se pomešali. Soṅghârâme [budistični samostani ali templji] in Dêva [hindujski] templji so tesno povezani, okoli 2000 duhovnikov, ki preučujejo tako velika [mahayana] kot tudi mala [hinayana] vozila. Število heretikov in sekt v različnih vrstah je negotovo. Kralj je Kshattriya in pripada družini Licchavidov, njegov um je dobro obveščen, čist je in dostojanstven, ima iskreno vero v Budin zakon. Kralja, imenovanega Auvśuvarman (An-chu-fa-mo), ki se je odlikoval po svojem znanju in iznajdljivosti, sam je napisal delo o "zvokih" (sanskrtsko Śabdavidy'â), cenil je učenje in spoštovanje kreposti, njegov ugled pa se je razširil povsod, njegov ugled se je razširil povsod. Vzhodno od prestolnice je potok in jezero. Če vanj spustimo ogenj, se takoj pojavijo plameni; druge stvari zagorijo, če se vržejo vanj in spremenijo njihov značaj« .
Kitajci so poslali princeso Wencheng, da se poroči s tibetanskim kraljem leta 641 n. št.. Po tem je kitajski cesar Taizong Tang preko Tibeta poslal odposlanca velikemu indijskemu cesarju Harsha. Druga velika misija pod Wang Xuance, ki je bila poslana leta 647-8, je bila oropana daril, ki so jih nosili; nekateri poslanci so bili ubiti, drugi zaprti. Narendradeva je poslal 7000 vojakov s svojimi zavezniki, Tibetanci, napadli so Kanauj, prestolnico Gupta, ujel uzurpatorja, Arjuna in njegovo družino in jih poslal kot ujetnike na Kitajsko . To je bil zadnji znan uradni stik med Kitajsko in Indijo do 13. stoletja , tako da naslednja navedba Nepala iz Tang annalov najverjetneje izhaja iz podatkov, vrnjenih približno takrat:
»Njihovega kralja Narendadeva krasijo pristni biseri, s kamnitim kristalom, z biserno majico, s koralami in jantarjem, nosi uhane iz zlata in obeske iz žada in kot amulet nosi majhno sliko Bude. Sedi na levjem prestolu v dvorani za sprejeme, kjer so raztreseni cvetje in parfumi, državni ministri in dvorjani sedijo na tleh levo in desno, na obeh straneh pa je na stotine stražarjev. Sredi palače [Bhadrādhivāsa] je sedem-nadstropni stolp, strehe prekrite z bakrenimi ploščicami, balustrade in ograje, stebri in tramovi, vsi okrašeni z dragimi kamni, na štirih vogalih (strehe) na stolpu so pritrjene bakrene cevi, na koncu katerih so zlati zmajev gobci. Voda teče po ceveh od zgoraj in izhaja iz ust zmajev, tako kot mnoge naravne fontane«. 
Tanf Annali vključujejo tudi podatke, da je Narendradevov oče izgubil svoj prestol pred svojim starejšim bratom in iskal zatočišče v Tibetu. Tibetanci so ga ponovno postavili na prestolu in »tako je postal podložen Tibetu«.
Thomas Watters pravi, da je Shih-ka-fang-chih (Pindžin: Shiga fangzhi), 'Zapis o državi Sakya  (muni)', ki je datiran 650 n. št. , poročal, da je bila v prestolnici »velika stavba v sedmih nadstropjih, visoka 61 m in 80 korakov obsega, od katerih je bil v zgornjem delu nameščenih 10000 [ali morda 'nešteto' oseb, dvorane te stavbe so imele izvrstne rezbarije in so okrašene z dragimi kamni«. Tam je bil tudi budistični samostan »v več nadstropjih in fantastičnih oblik« na hribu več kot 10 li (cca 5 km) južno od glavnega mesta«. 
Budistična legenda pravi, da se je Narendradeva umaknil v samostan. Sledil mu je Śivadeva II., ki je, čeprav je bil hinduist, podpiral mahajana budizem. Sedem napisov iz njegove vladavine je preživelo obdobje od 685 do 701 n. št.. Njegova žena, Vatsadevi, je bila vnukinja Aditiyasene, kralja Magadhe. Nasledil ga je njegov sin Jayadeva II., ki se je poročil s hčerko kralja iz Gauḍe v severovzhodni Indiji, katerega napisi segajo od 713 do 733. Temu sledi vrsta napisov številnih dokaj slabo znanih licchavidskih vladarjev, ki segajo do 879 n. št., ko se je kralj Ragadeva povzpel na prestol. 

## 750–1200
Obdobje 750–1200 velja za prehodno kraljestvo v Katmandujski dolini, čeprav ni na voljo konkretnih preverljivih podatkov. Po navadi je v poznih 900-ih Katmandu ustanovil kralj Gunakama Deva na obrežju reke Bishnumati, katerega južna meja je zaznamovala sotočje reke Bagmati in reke Bishnumati v kraju, imenovanem Teku Dovan. Že obstoječi naselji Yambu in Yangal sta se združili v mesto Kantipur. Mesto je bilo načrtovano v obliki Manjushreejevega meča z vrhom na severu in bazo na jugu, z obodom Katmanduja, ki je določen z gradnjo templjev osmih boginj (Ajima); ki še danes obstajajo. Pomembne zgradbe, zgrajene v Katmanduju v tem obdobju, so bile Tempelj Kasthamandap, sredi templjev in ozkih ulic, obdanih z večnadstropnimi hišami okrog Kraljevega trga, v središču pa je bil star kraljevi kompleks. Thanhiti, zgornji vodnjak, je označil južni del. Podobni stari izviri vode, ki so jih videli na več mestih v mestu, so bili vir pitne vode za prebivalce, ki so živeli v bližini. 

## Rodbina Malla (1200–1768)
Kralji Khasa Mall so vladali v zahodnem Nepalu med letoma 1100–1484. Arimalla, prvi monarh rodbine Malla, je vladal v Katmandujski dolini od 1200 do 1216. Drugi pomembni vladarji rodbine Malla so bili Jayasthiti Malla, ki je vladal kot kralj združenega kraljestva Malla od 1382 do 1395 in Yaksha Malla, ki je vladal od 1428 do 1482 na višku združenega kraljestva Malla.
Obdobje rodbine Malla (1200–1768) je spodbudilo nadaljnjo krepitev kulturne dediščine Katmanduja z izgradnjo pagod, hiš, okrašenih z izrezljanimi okni, izvrstnimi svetišči na prostem in dvorišči, polnimi briljantnih skulptur. Katmandu je postal večje mesto in kot je opazil oče Giuseppe, kapucinski misijonar, je leta 1760 Catmandu vseboval okoli 18.000 hiš. V 14. stoletju je bila rodbina ogrožena in Katmandu izpostavljen številnim napadom zunanjih napadalcev. Leta 1312 je kralj Khasa Ripumalla vodil napad v Katmandujski dolini, leta 1345-46 pa je sultan Shams ud-din Ilyas iz Bengala vdrl v mesto , Moguli so pustili dolgotrajno škodo in uničili številne starejše zgradbe in naselja, ki so zahtevale obsežno obnovo mesta. Leta 1484 je bilo kraljestvo Malla razdeljeno na tri kraljestva: Katmandu, Bhadgaon in Patan.
Zgodnji sodobni Nepal je začel svojo evolucijo v 16. stoletju z ustanovitvijo Gurk rodbine Dravya Shaha leta 1559. V času vladavine Gurk so se nadaljevale dejavnosti pri izgradnji mesta. Ram Shah Gurka je vladal od 1606 do 1633 in začel širiti kraljestvo Gurk.
Kralji, kot je Jitamitra Malla, kralj Bhaktapurja od 1673 do 1696, so bili posebej naklonjeni gradbenim projektom. Leta 1674 je zgradil Šivin tempelj v slogu šikare s pozlačeno masko boga na vsaki strani v Bhaktapuju. Leta 1682 je v bližini Kraljevega trga zgradil dvonadstropno palačo Nge Nyapa Jhya Laaykoo v slogu dharmshala, v kateri je zlati Mahadeva . Palačo so uporabljali kralji do leta 1769, danes pa je muzej in del Unescove svetovne dediščine na Kraljevem trgu. Vzhodno od tega je postavil [Tempelj Changu Narayan |tempelj]] in kip Narayane, skupaj s templji Dattatrikasa in Pašupati. Napis iz leta 1678 pravi, da je zgradil kraljevo palačo Thanathu Durbar, njene vrtove in dvorišče. Jitamitra je bil tudi zaslužen za obnovo Kumari Chowka, podob Astamatrikas in leta 1690, podaril dve veliki bakreni pavki (nagara) ali zvonove za njegovo najljubše božanstvo, boginjo Taleju za pozlačeno streho Taleju.  Poleg glavnega vhoda v Mul Chowk je prispeval tudi fino izrezljani leseni timpan in postavil številne spomenike v Bhaktapurju.
Njegov sin, Bhupatindra Malla ga je zamenjal po njegovi smrti leta 1696 in je bil prav tako obseden z arhitekturo in nadaljeval razvoj palače Nge Nyapa Jhya Laaykoo in njenih 55 oken in vrtov.

## 1769–1845
Ko je Jayayakshya Malla zavzel ozemlja, ki so bila veliko večja od tistega, kar je bil Nepal pred njim, se je odločil, da bo za svoje sinove ustvaril konfederacijo, da bodo lahko učinkoviteje vladali državi. Konfederacija Malla z več kot enim vladarjem je bila bolj stabilna od monarhije. Tako so se monarhi bolj osredotočili na trgovino, umetnost in literaturo kot na razvoj vojske. Med tem se je na prestol Gurk leta 1743 povzpel Prithvi Narayan Shah. Ko je Prithvi Narayan Shah prvič napadel Kirtipur, ga je združena vojska Malla konfederacije premagala in ubila Kalu Pandeyja, Mul Kajija v bitki pri Kirtipurju. Tudi po osvajanju Kirtipurja in Kantipurja leta 1768 v bitki pri Katmanduju se je konfederacija Malla borila pred Bhaktapurjem, kjer so se predali vladarji vseh treh zveznih držav. Do leta 1769 je Prithvi Narayan Shah, kralj Gurk, omogočil osvojitev doline in tako oblikoval temelje za sodobno kraljestvo Nepal. Končno je Gurka med letoma 1768 in 1790 osvojil Katmandu in Patan, Bhadgaon, vzhodni in zahodni Nepal. Prithvi Narayan Shah, prvi kralj združenega Nepala, je umrl leta 1775.
Leta 1767 je zahteva za pomoč Britancev pri tradicionalnih kraljih doline, ki so bili ogroženi zaradi širitve Gurk, povzročila slabo opremljeno in slabo pripravljeno ekspedicijo, ki jo je vodil kapetan Kinloch. Odprava je bila katastrofa; vojska Gurk je z lahkoto premagala tiste, ki niso podlegli malariji ali dezerterstvu. Ta neučinkovita britanska sila je Gurkam priskrbela strelno orožje in jih napolnila z nezaupanjem, zaradi česar so nekateri podcenjevali bodoče nasprotnike.
To osvajanje doline Katmanduja je bilo šele začetek eksplozije moči Gurk po vsej regiji. Vojske Gurkov so leta 1773 prekrile ves vzhodni Nepal. Sile Gurkov so priključile tudi nekaj zahodnih delov Sikkima in leta 1788 zasegle njihovo tedanjo prestolnico Rabdentse. Na zahodu so vsi vladarji, kolikor do reke Kali, odstopili ali bili zamenjani do leta 1790. Še dlje na zahodu je regija Kumaon in njena prestolnica Almora podlegla Gurkom.
Na severu so agresivni napadi na Tibet (v zvezi z dolgoletnim sporom o trgovini in kontroli gorskih prelazov) prisilili kitajskega cesarja v Pekingu, naj ukrepa. Leta 1792 je poslal ogromno vojsko, ki je Nepalce odstranila iz Tibeta na 5 km od njihovega glavnega mesta Katmanduja. Delujoči regent Bahadur Shah (sin Prithvi Naryana) je za pomoč zaprosil britanskega generalnega guvernerja Indije. V želji, da bi se izognili soočenju s Kitajci, so Britanci poslali kapitana Kirkpatricka kot posrednika, toda preden je prišel, se je vojna s Kitajsko končala. Nepalci so bili prisiljeni podpisati ponižujočo pogodbo, s katero so preklicali svoje trgovinske privilegije v Tibetu in zahtevo, da se vsakih pet let poklonijo Pekingu.
Tibetska afera je odložila predhodno načrtovani napad na kraljestvo Garhwal, toda do leta 1803 je bil poražen tudi Raja Garhwal Pradyuman Shaha. V boju je bil ubit januarja 1804 in vsa njegova zemlja je bila priključena. Nadalje na zahod se je Amar Singh Thapa spustil vse do Kangre - najmočnejše utrdbe v hribovski regiji - in jo oblegal (čeprav je leta 1809 Ranjit Singh vladar države Sikhov v Pandžabu posredoval in ga pognal vzhodno od reke Satledž). Tudi Britanci so razširili svojo sfero vpliva. Nedavna pridobitev Nawab Awadhovih ozemlja s strani britanske vzhodnoindijske družbe je prinesla regijo Gorakhpur v bližino raja Palpe - zadnjega preostalega neodvisnega mesta znotraj srca Gurk. Sum, da je Raja na skrivaj sodeloval z Britanci, ga je najprej pripeljal do zapora s strani Gurkov, nato pa do njegovega atentata. Bhimsen Thapa, nepalski predsednik vlade od 1806 do 1837, je namestil svojega očeta kot guvernerja Palpe, kar je povzročilo resne mejne spore med obema silama.
Ti spori so nastali, ker ni bilo določene meje, ki bi ločevala Gurke in Britance. Mejna komisija, ki jo je generalni guverner Nepala uvedel, ni uspela rešiti problema. Gurke so napadli ravnino Taraia, zelo cenjen pas rodovitne zemlje, ki ločuje Nepalsko hribovsko deželo od Indije, kar je povečalo napetosti - Britanci so čutili, da je njihova oblast v regiji in njihove slabe komunikacije med Kalkuto in severozahodom ogrožena. Ker ni bilo jasne meje, je bilo soočenje med oblastmi neizogibno.
Zaradi napetosti na mejah in ambicioznega ekspanzionističnega konflikta so se pojavili anglo-nepalske vojne 1814–1816 med Kraljevino Nepal (zdaj Zvezna demokratična republika Nepal) in britansko vzhodnoindijsko družbo. Po uspešni začetni kampanji Ochterlonyja pa Katmandu ni ratificiral mirovnega sporazuma, podpisanega 28. novembra 1815. Ta nenaklonjenost k podpisu je kmalu pripeljala do druge kampanje. Ni presenetljivo, da je lord Moira postavil Ochterlonyja pod poveljstvo 20.000 močnih invazijskih sil Nepala.
Po odločilni bitki pri Makwanpurju 28. februarja 1816 in padcu utrdbe Hariharpur so bili Gurki prisiljeni se predati, in pogodba iz Sugaulija je bila ratificirana 4. marca 1816. Nepal je izgubil Sikkim, ozemlje Kumaon in Garhwal. in večino dežele Tarai; britanska vzhodnoindijska družba bi letno plačala 200.000 rupij, da bi nadomestila izgubo dohodka iz regije Tarai. Vendar so se dežele Tarai izkazale za težko vladajoče, nekatere pa so bile vrnjene v Nepal kasneje leta 1816, letna plačila pa so bila odpravljena.
Reka Mechi je postala nova vzhodna meja in reka Mahakali zahodna meja Nepala. Katmandu je bil prisiljen sprejeti britanskega rezidenta, ki je bil preziran, saj je bil videti kot simbol njegovega zmanjšanja statusa stranke v primerjavi z britansko upravo v Kalkuti pod  Britansko Indijo

## Sodobna zgodovina (1846–1999)
Ko so Shahi vzpostavili svojo oblast nad Gurki, je sledila diktatura, pri čemer so Rani postali močni. Jang Bahadur Kunwar je bil prvi predsednik vlade leta 1846, ki mu je sledil naslednik premier Rana, ki je trajal do leta 1950. Rana so vladali iz Katmanduja, v glavnem pa ga je upravljala lokalna aristokracija, parlamentarna vlada pa je delovala le kot fasada. Čeprav je v državi obstajala stabilnost, je bil politični in gospodarski razvoj v ozračju, ko so Rani izolirali državo z absolutnim popolnim nadzorom nad notranjimi zadevami. Vse to je bilo mogoče zaradi podpore vojske.
V vsem tem obdobju so bili Shahi kot monarhi figuralni monarhi, medtem ko je bila resnična moč v rokah Ranov. Kongresni center Nepalskega kongresa je bil ustanovljen leta 1946, vzpostavljeno je bilo diplomatsko povezovanje z ZDA. Leta 1948 je bila sprejeta prva ustava države, zakon vlade Nepala. Toda premier Padma Shamsher Rana je odstopil zaradi nasprotovanja novi ustavi iz konservativnih Ranov in Mohan Shamsher je postal predsednik vlade; ustavo je začasno ustavil. Do leta 1950 so bili Rani v odprtem sporu s kraljem Tribhuvanom, ko so domnevali, da je kralja organiziral zaroto Nepalskega kongresa proti moči Ranov. Kralj je nato zaprosil za azil v Indiji. Na tej stopnji so se vladne enote uprle in več kot 140 Ranov se je pridružilo disidentom. V tem obdobju je bila z Indijo podpisana Pogodba o miru in prijateljstvu ter trgovinska in gospodarska pogodba.
Potres v Nepalu – Biharju leta 1934 je poškodoval številne dele mesta. Vendar pa so bili kasneje obnovljeni v prvotno obliko. Od 1980-ih let je mesto doživelo gradbeni razcvet, saj so kmetijska zemljišča v mestu spremenili v urbani razvoj stavb s starim jedrom, obkroženim z visokimi stavbami poslovnih hiš, širokih bulvarjev in stanovanjskih predmestij.
Vendar pa se je januarja 1951 plima obrnila v korist monarhije Shahov, ko so bili Rani prisiljeni predati vse izvršilne oblasti, finančno upravljanje, imenovanje vladnih uradnikov in poveljevanje oboroženim silam monarhiji. Mohan Shamsher je kapituliral in kralj Tribhuvan je bil obnovljen na prestolu. Več predsednikov ministrstev je prevzelo izvršilni nadzor, ki se je končal z direktno oblastjo kralja. 
Lokalne volitve v občinski svet so bile prvič izvedene 9. septembra 1953. Kandidati, ki jih je predlagala nezakonita Komunistična stranka Nepala, so prejeli 50% vseh oddanih glasov. Od skupno 19 sedežev jih je dobilo šest komunistov, štirje so bili nepalski kongres, štirje so bili zmagovalci Praja Parisad, eden Gurka Parishad in štirje neodvisni. 
Med izvoljenimi komunisti je bil predsednik sveta, Janak Man Singh. Vendar pa je njegovo trajanje postalo kratko. Med občinskim svetom in nacionalno vlado je nastal spor o pristojnosti. Z glasovanjem o zaupanju se je Singh umaknil iz urada, nacionalna vlada pa mu je prepovedala vstop v občinski svet. Singha so aretirali, ko je poskušal vstopiti v pisarno in ga zaprli. 
Po smrti kralja Tribhuvana leta 1955 je prevzel oblast Mahendra . V tem obdobju se je Nepal pridružil Združenim narodom, ustanovljena je bila nacionalna policija. V 1950-ih so se zgodili številni dogodki, kot so podpis sporazuma o meji s Kitajsko, ZSSR, ki je odprl veleposlaništvo v Katmanduju in Združene države, ki so leta 1959 odprle veleposlaništvo v Katmanduju. Leta 1959 je bila razglašena tudi nova ustava, ki je nadomestila ustavo iz leta 1951. Prve splošne volitve so bile leta 1956, ko je stranka Nepalski kongres osvojila absolutno večino. Ustanovljena je bila univerza Tribhuvan.
Decembra 1960 je kralj Birendra ukinil večstrankarsko demokracijo in uveljavil Panchayat Raj. Ta je bil v celoti pod nadzorom monarhije . Leta 1962 je kralj Mahendra Bir Bikram Shah Dev sprejel novo ustavo, tretjo od leta 1951 in ustanovil centralno nadzorovan sistem upravljanja sveta, imenovan panchayat. Ta sistem je služil kot institucionalna osnova kraljevega vladanja. Palača je trdila, da je demokratična uprava, čeprav je delovala le po kraljevem ukazu. Potem je bila ustanovljena na vaški, okrožni in nacionalni ravni. Tudi z zaporednimi spremembami v izvršilnem krilu vlade v Katmanduju in ustavnih revizijah je absolutna moč monarhije ostala trdna. Sprejet je bil tudi zakon o reorganizaciji zemljišč in Mulki Ain, nov pravni kodeks.
Toda politični nemiri so se zbujali: leta 1963 so po izrednem dogodku potekale volitve Panchayata in ustanovljen je bil Nacionalni svet za usmerjanje. Leta 1965 je bila reorganizirana lokalna vlada. Leta 1971 je bila z Indijo sklenjena nova trgovinska in tranzitna pogodba.
Leta 1972 je kralj Mahedra umrl, nasledil ga je kralj Birendra. Razvojne regije so bile ustanovljene v okviru Državnega razvojnega sveta. Požar v istem letu je uničil Singha Durbar, sedež vlade. Kralj Birendra je bil okronan leta 1973. Kmalu zatem je sprožil "Pojdi v vas".
Na referendumu maja 1980 je bil ponovno potrjen status quo sistema panchayat, proti ponovni uvedbi političnih strank in soglašal z nadaljevanjem vladanja s strani kralja. Volitve leta 1981 in 1986 so zaznamovale pomanjkanje političnih programov. Politični nemiri so se nadaljevali. Druge volitve v Rastriya Panchayat so potekale leta 1986. Leta 1989 je neuspeh pri ponovnem pogajanju o trgovinskih in tranzitnih pogodbah z Indijo motil gospodarstvo. Po tem so leta 1990 potekale demonstracije za obnovitev demokracije. 9. aprila 1990 je kralj ponovno vzpostavil večstrankarsko demokracijo z ustreznim umikom prepovedi agitacije političnih strank. Panchayat sistem je bil razpuščen in z razglasitvijo nove ustave je bila ustanovljena začasna vlada, sestavljena iz različnih strank in kraljevih predstavnikov. 
Po ponovni vzpostavitvi večstrankarske demokracije so 12. maja 1991, so po novi ustavi potekale prve splošne volitve v Parlament. Nepalski kongres je osvojil ozko večino in G.P. Koirala je postala predsednica vlade. Toda predsednik nepalskega kongresa in začasni premier K.P. Bhattarai je v volitvah premagal vodja CPN-UML, Madan Bhandari. 
Leta 1992 so potekale lokalne volitve in nepalski kongres je osvojil večino sedežev. Leta 1993 pa je bil Madan Bhandari ubit v skrivnostni prometni nesreči, ki je povzročila nasilne demonstracije komunistov, da bi strmoglavili vlado Koirele. V tem letu so uničujoče poplave ubile tudi stotine ljudi. 

## 2000 do danes
V zadnjih letih je Katmandu doživel burno zgodovino in politično nestabilnost, ki so jo zaznamovali izbruhi nasilja in protestov, ki so pogosto povzročili veliko škodo na stavbah ali izgubo življenj. 1. junija 2001 je prišlo do grozljivega kraljevega pokola, ko je prestolonaslednik Dipendra ustrelil svojo bližnjo družino, ki so jo sestavljali njegov oče kralj Birendra, njegova mati kraljica Aishvarya, njegov brat in sestra ter pet njegovih sorodnikov v kraljevi palači Narayanhity. Na sebe je obrnil pištolo in umrl dva dni kasneje. Razlog za ta pokol je zavit v skrivnosti, toda njegova ljubezen do dekleta družine Rana, Devyani Rana, ki ni bila sprejemljiva za njegove starše, je domnevno razlog za ta pokol. Po tej tragediji je bil kralj Gyanendra, brat umrlega kralja Birendre, okronan za kralja. Tribhuvan Sadan, kjer je prišlo do pokola, je bil kasneje porušen po naročilu kraljice matere. 
Aprila 2004 je množica okoli 4000 ljudi, predvsem mladih, izrazila jezo zaradi umora 12 nepalskih iskalcev zaposlitve v Iraku, in požgala in razdejala številne zgradbe, vključno z več kot ducatom zasebnih agencij za zaposlovanje in mestno mošejo Jama Masjid. Poleti 2008 je bil Katmandu na naslovnicah po svetu, ko so politični protesti preplavili mesto.
Novembra 2009 so se protesti komunistične partije Nepala (maoisti) nadaljevali po razpadu maoistične vlade maja 2009, zahtevali so referendum v parlamentu o obsegu predsedniških pooblastil in obtožbo vodje vojske nasprotovanja vključitvi tisočev nekdanjih maoističnih upornikov v nacionalno vojsko . Demonstranti so blokirali vhode v glavni vladni kompleks in povzročili prometni kaos, ki je protestiral s slogani, kot so "Dol z lutkovno vlado" in mahali z maoističnimi zastavami.

## Današnji Katmandu
Zaradi naraščajočega povpraševanja po luksuznih apartmajih se gradijo številni visoki objekti. Kathmandu Metropolitan City urad je pred kratkim podelil gradbeno dovoljenje več kot tisoč gradbenikom znotraj in zunaj države za gradnjo stanovanjskih kompleksov Vertikalna meja za Katmandu. http://www.ktm2day.com/2009/03/08/kathmandus-vertical-limit/3/ Kathmandu's Vertical Limit]